# Галу (Румунія)
Галу (рум. Galu) — село у повіті Нямц в Румунії. Входить до складу комуни Пояна-Теюлуй.
Село розташоване на відстані 299 км на північ від Бухареста, 41 км на північний захід від П'ятра-Нямца, 127 км на захід від Ясс.

## Населення
За даними перепису населення 2002 року у селі проживали 437 осіб, з них 436 осіб (99,8%) румунів. Усі жителі села рідною мовою назвали румунську.